# Liste der Bodendenkmäler in Rieneck
Auf dieser Seite sind die Bodendenkmäler in der unterfränkischen Stadt Rieneck zusammengestellt. Diese Tabelle ist eine Teilliste der Liste der Bodendenkmäler in Bayern. Grundlage ist die Bayerische Denkmalliste, die auf Basis des Bayerischen Denkmalschutzgesetzes vom 1. Oktober 1973 erstmals erstellt wurde und seither durch das Bayerische Landesamt für Denkmalpflege geführt wird. Die folgenden Angaben ersetzen nicht die rechtsverbindliche Auskunft der Denkmalschutzbehörde.

## Bodendenkmäler der Gemeinde Rieneck

### Bodendenkmäler in der Gemarkung Rieneck
| Lage               | Objekt | Akten-Nr.     | Bild |
| ------------------ | --- | ------------- | ---- |
| Rieneck (Standort) | Frühmittelalterliche Wüstung Hemmighusen. | D-6-5823-0003 |      |
| Rieneck (Standort) | Klosterwüstung des hohen Mittelalters. | D-6-5923-0003 |      |
| Rieneck (Standort) | Vorgängerbauten der neuzeitlichen Katholischen Stadtpfarrkirche St. Johannes d.T. von Rieneck. Siehe auch: St. Johannes der Täufer (Rieneck) | D-6-5923-0036 |      |
| Rieneck (Standort) | Mittelalterlicher Vorgängerbau sowie Befunde der frühen Neuzeit im Bereich der Kreuzkapelle.                                                 | D-6-5923-0037 |      |
| Rieneck (Standort) | Archäologische Befunde im Bereich der mittelalterlichen Burg Rieneck. Siehe auch: Burg Rieneck                                               | D-6-5923-0038 |      |
| Rieneck (Standort) | Mittelalterliche Stadtbefestigung von Rieneck.                                                                                               | D-6-5923-0039 |      |
| Rieneck (Standort) | Mittelalterliche und frühneuzeitliche befestigte Kernstadt von Rieneck.                                                                      | D-6-5923-0040 |      |
| Rieneck (Standort) | Befunde der frühen Neuzeit im Bereich der nordwestlichen Vorstadt von Rieneck.                                                               | D-6-5923-0042 |      |
| Rieneck (Standort) | Befunde der frühen Neuzeit im Bereich der südöstlichen Vorstadt von Rieneck.                                                                 | D-6-5923-0044 |      |
| Rieneck (Standort) | Freilandstation des Paläolithikums und des Mesolithikums sowie Siedlung des Neolithikums.                                                    | D-6-5924-0160 |      |